# الحرة مريم بنت إبراهيم بن تيفلويت
الحرة مريم بنت إبراهيم بن تيفلويت أميرة مرابطية مغربية من قبيلة صنهاجة الأمازيغية، وهي بنت أخي يوسف بن تاشفين، وأخت الأمير أبو بكر بن إبراهيم المسوفي، والأميرة الحرة حواء بنت إبراهيم بن تيفلويت، وزوجة الأمير أبي الطَّاهِر تَمِيم بن يُوسُف بن تاشفين حاكم غرناطة والأندلس.

## صفاتها
كَانَت مريم من أهل الْخَيْر، وَالدّين، والنوافل، والتصاون، وَالصَّدقَات، وأفعال الْمَعْرُوف، تقوم على كثير من الْخَيْر، وَتحفظ جملَة وافرة من الشّعْر وتحاضر به وتثيب عليه. وكانت لا تقل حصافة وشعورا بالعزة عن زوجة يوسف بن تاشفين، وقد مدحها الشعراء وأثنوا عليها كثيراً، فهذا شاعر الأندلس الكبير ابن خفاجة يستشفع بها عند زوجها الأمير أبي الطَّاهِر:
يَمّمتُ من عَلياكَ خَيرَ مُيَمَّمِ *** وحَلَلتُ من مَغناكَ دارَ مُخَيَّمِ
فَخَلَعتُ عن عُنقي حَميلَةَ ضارِمٍ *** وأرَحتُ نَفسي من حُمالَة مَغرَمٍ
ونزَلتُ من خِصبٍ بأمرَعِ مِنزِلٍ *** وحَلَلتُ من أمنٍ برأسِ يَلَملَمِ
ولَئن تَهادَتني المَطايا والسُّرَى *** وَعُبابُ لُجّةِ كلّ لَيلٍ مُظلِمِ
فلَقد سكَنتُ وللّيالي جَولَةٌ *** كُحِلَتْ بهَبوَتِها عيونُ الأنجُمِ
وكَفى احتِماءَ مَكانَةٍ وصِيانَةٍ *** أنّي عَلِقتُ بذِمّةٍ من مَريمِ
ذاتِ الأمانَة والدِّيانَةِ والتّقَى *** والخُلقِ الأشرفِ والطّريقِ الأقوَمِ
ذاتِ الجَلالَةِ والجَزالةِ والنُّهُى *** والبيتِ الارفَعِ والنّصابِ الأكرَمِ
من أُسرَةٍ يَتَلَثّمونَ إلى الوَغَى *** يومَ الحَفيظَةِ بالعَجاجِ الأقتَمِ
من بَيتٍ عِزٍّ من نِبالٍ حيثُ لا *** تُلقَى بغَيرِ مُسَوَّدٍ ومُعَظَّمِ
مُتَهَللٍ للطارِقينَ بَشاشَةً *** أو ضارِبٍ رأسَ الكَمي المُعلَمِ
طَلقٍ يَشِف لثامُهُ عَن كَوكَبٍ *** مُتألقٍ في الحادِثِ المُتَجَهَّمِ
مُتَقَدمٍ في صِدرِ كل كَتيبَةٍ *** شَهباءَ يَندَى جانِباها بالدمِ
يَثني بها عِطفَيهِ كلُّ مُثَقَّفٍ *** لَدْنٍ ويَضحكُ كلُّ أبيضَ مِخذَمِ
إن جادَ جادَ هناكَ حاتِمُ طَيءٍ *** أو صالَ صالَ ربيعَةُ بنُ مُكَدَّمِ
وإنِ استَجرتَ بهِ استَجرتَ بهَضبةٍ *** مأوى الطريدِ بها وكَنزُ المُعدَمِ
لاتَعثُرُ الأحياءُ دونَ طُروقِهِ *** إلا بشلوَةِ لَهذَمٍ أو ضَيغَمِ
تُنمَى إليهِ من الحَرائرِ حُرةٌ *** تَغنى بسُؤدُدِ ذاتِها أن تَنتَمي
مَشهورَةٌ في الفَضلِ قِدماً والنُّهَى *** والنُّبلِ شُهرَةَ غُرةٍ في أدْهَمِ
جاءَتْ بها الغرُّ الكِرامُ كَريمَةً *** لا تَشرَئِب إلـى بَياضِ الدرهَمِ
سِطَةُ القِلادَةِ رِفعَةً ومكانُها *** من كل مَعلاةٍ مكانُ اللَّهذَمِ
تُولي الأيادي عن يدٍ نزَلَ الندَى *** منها بمَنزِلَةِ المُحب المُكرمِ
من كل عَارِفةٍ كما انسَجَمَ الحَيا *** وافتَر بارِقُ مُزنَةٍ عن مَبسِمِ
عَلِقَتْ بها حُرَّ الثناءِ عَقيلَةٌ *** أندَى يَدَينِ من الغَمامِ المُرزِمِ
جودٌ تَنوءُ به الركابُ على السّرَى *** من مُنجِدٍ أرجِ الرياحِ ومُتْهِمِ
يَندَى بهِ النبتُ الهَشيمُ نَضارَةً *** ويَنِم ذَيلُ الريحِ طِيبَ تَنَسمِ
خبَطَ البلادَ يَمُر غيرَ مُغَيِّمٍ *** في حالةٍ ويَصوبُ صَوبَ مُدَيِّمِ
ويَفُك من أغلالِ أسرى فاقَةٍ *** وفَصيحِ قَومٍ في مَقادَةِ أعجَمِ
ملَكَتْ بهِ الأحرارَ أكرَمُ حُرّةٍ *** بَسَطَ المُقِلُّ لها يَمينَ المُعدَمِ
حَمَلَ الثّناءَ بها القَريضُ وإنّما *** حَمَلَ الحَديثَ رِوايَةً عن مُسلِمِ
غير أن ابن الأبار وابن عبد الملك المراكشي ذكر أن إسمها هو زَينبُ ابنةُ إبراهيم بن تيفلويت، وقد استشهد المؤلفان المذكوران بأربعة أبيات من قصيدة ابن خفاجة على أنها في مدح من سمياها زينب، والواضح أنهما لم يقفا على القصيدة بتمامها، والذي في ديوان ابن خفاجة أنها الحرة مريم زوج الأمير أبي الطاهر تميم، وقد ذكر اسمها في هذا البيت:
وكَفى احتِماءَ مَكانَةٍ وصِيانَةٍ *** أنّي عَلِقتُ بذِمّةٍ من مَريمِ
وما وقفت مريم على ما كتب به حتى نفذ العهد بحملانه على أتم وجه البر والمحافظة والمراعاة والمكارمة.